# Таллий
| 81             | Таллий |
| Tl204,38       |        |
| 4f145d106s26p1 |        |

Та́ллий (химический символ — Tl, от лат. Thallium) — химический элемент 13-й группы периодической таблицы химических элементов (по устаревшей классификации — элемент главной подгруппы III группы), шестого периода, с атомным номером 81. Относится к категориям тяжёлых металлов и постпереходных металлов. Простое вещество таллий — мягкий металл серебристо-белого цвета с серовато-голубоватым оттенком, быстро окисляющийся на воздухе ввиду своей высокой химической активности.

## История
Таллий был открыт спектральным методом в 1861 году английским учёным Уильямом Круксом в шламах свинцовых камер сернокислотного завода вблизи города Аббероде, расположенного в горном массиве Гарц .
Металлический таллий был независимо получен Уильямом Круксом и французским химиком Клодом-Огюстом Лами в 1862 году .

### Происхождение названия
Название элемент получил по характерным зелёным линиям своего спектра и зелёной окраске пламени. От др.-греч. θαλλός — молодая, зелёная ветвь.

## Нахождение в природе
Таллий — рассеянный элемент. Содержится в обманках и колчеданах цинка, меди и железа, в калийных солях и слюдах. Таллий — тяжёлый металл. Известны более двадцати минералов таллия, все они крайне редкие.
| название минерала | химическая формула                     |
| ----------------- | -------------------------------------- |
| авиценнит         | Tl2O3                                  |
| буковит           | Tl2Cu3FeSe4                            |
| вейссбергит       | TlSbS2                                 |
| врбаит            | Tl4Hg3Sb2As8S20                        |
| габриэлит         | Tl6Ag3Cu6(As,Sb)9S21 или Tl2AgCu2As3S7 |
| галхаит           | (Cs,Tl)(Hg,Cu,Zn)6(As,Sb)4S12          |
| гептасарторит     | Tl7Pb22As55S108                        |
| гефестосит        | TlPb2Cl5                               |
| гутчинсонит       | (Pb,Tl)S·Ag2S·5As2S5                   |
| карлинит          | Tl2S                                   |
| крайстит          | TlHgAsS3                               |
| круксит           | (Cu,Tl,Ag)2Se                          |
| купростибит       | Cu2(Sb,Tl)                             |
| лафоссаит         | TlCl                                   |
| лорандит          | TlAsS2                                 |
| пикотпаулит       | Tl2FeS3                                |
| рагинит           | TlFeS2                                 |
| рутьерит          | Tl(Cu,Ag)(Hg,Zn)2(As,Sb)2S6            |
| сабатьерит        | Cu6TlSe4                               |
| хонеаит           | Au3TlTe2                               |
| хризоталлит       | K6Cu6Tl3+Cl17(OH)4·H2O                 |
| шабурнеит         | Tl4Pb2(Sb,As)20S34                     |
| эндекасарторит    | Tl2Pb48As82S172                        |
| эннеасарторит     | Tl6Pb32As70S140)                       |

Главная масса таллия связана с сульфидами и прежде всего с дисульфидами железа. В пирите он установлен в 25 % проанализированных образцов. Его содержание в дисульфидах железа нередко составляет 0,1—0,2 %, а иногда достигает 0,5 %. В галените содержание таллия колеблется от 0,003 до 0,1 % и редко более. Высокие концентрации таллия в дисульфидах и галенитах характерны для низкотемпературных свинцово-цинковых месторождений в известняках. Содержание таллия, достигающее 0,5 %, отмечается в некоторых сульфосолях. Небольшое количество таллия встречается во многих других сульфидах, например, в сфалеритах и халькопиритах некоторых медноколчеданных месторождений, содержание колеблется от 25 до 50 г/т. Наибольшее геохимическое сходство таллий имеет с K, Rb, Cs, а также с Pb, Ag, Cu, Bi. Таллий легко мигрирует в биосфере. Из природных вод он сорбируется углями, глинами, гидроксидами марганца, накапливается при испарении воды (например, в озере Сиваш до 5⋅10−8 г/л). Содержится в калиевых минералах (слюде, полевых шпатах), сульфидных рудах: галените, сфалерите, марказите (до 0,5 %), киновари. Как примесь присутствует в природных оксидах марганца и железа.
Среднее содержание таллия (по массе):
- в земной коре 4,5⋅10−5 %;
- в ультраосновных породах 10−6 %;
- в основных породах 2⋅10−5 %;
- в морской воде 10−9 %.

## Изотопы
Природный таллий состоит из двух стабильных изотопов: 205Tl (изотопная распространённость 70,48 % по числу атомов) и 203Tl (29,52 %). В ничтожных количествах в природе встречаются также радиоактивные изотопы таллия, являющиеся промежуточными членами рядов распада:
- 206Tl (Т1/2 = 4,19 мин.) и 210Tl (1,30 мин.) — ряд урана-238;
- 207Tl (4,78 мин.) — ряд урана-235;
- 208Tl (3,1 мин.) — ряд тория-232.

Все остальные известные изотопы таллия с массовыми числами от 176 до 217 получены искусственно.

## Очистка
Технически чистый таллий очищают от других элементов, содержащихся в колошниковой пыли (Ni, Zn, Cd, In, Ge, Pb, As, Se, Te), растворением в тёплой разбавленной серной кислоте с последующим осаждением нерастворимого сульфата свинца и добавлением HCl для осаждения хлорида таллия (TlCl). Дальнейшая очистка достигается электролизом сульфата таллия в разбавленной серной кислоте с использованием проволоки из платины с последующим плавлением выделившегося таллия в атмосфере водорода при 350—400 °C.

## Свойства
Таллий — блестящий серебристый мягкий металл с голубоватым оттенком. На воздухе быстро тускнеет, покрываясь чёрной плёнкой оксида таллия(I) Tl2O. В воде в присутствии кислорода растворяется с образованием гидроксида таллия(I), в отсутствие кислорода не реагирует, поэтому таллий хранят под слоем прокипячённой дистиллированной воды (или парафина, а также покрывают лаком).

### Физические свойства
Существует в трёх модификациях. Низкотемпературная модификация Tl II является кристаллом гексагональной сингонии, пространственная группа P63/mmc, параметры ячейки a = 0,34566 нм, c = 0,55248 нм, Z = 2, решётка типа магния. Выше 234 °C существует высокотемпературная модификация Tl I кубической сингонии (объёмно-центрированная решётка), пространственная группа Im3m, параметры ячейки a = 0,3882 нм, Z = 2, решётка типа α-Fe; энтальпия перехода между модификациями I и II составляет 0,36 кДж/моль. При 3,67 ГПа и 25 °C — модификация Tl III кубической сингонии (гранецентрированная решётка), пространственная группа Fm3m, параметры ячейки a = 0,4778 нм, Z = 4. Температура плавления составляет 577 K (304 °C), кипит при 1746 K (1473 °C). Таллий относится к группе тяжёлых металлов; его плотность — 11,855 г/см³.
Сечение захвата тепловых нейтронов атомом — 3,4 ± 0,5 барн. Конфигурация внешних электронов — 6s26p. Энергии ионизации (в эВ): Tl0→Tl+→Tl2+→Tl3+→Tl4+ соответственно равны 6,1080; 20,4284; 29,8; 50,0.
Таллий диамагнитен, массовая магнитная восприимчивость поликристаллического гексагонального таллия равна χ = −0,249·10−9 м3/кг при нормальных условиях, −0,258·10−9 м3/кг при T = 14,2 К. У кубического поликристаллического таллия при T > 235 К массовая магнитная восприимчивость составляет −0,158·10−9 м3/кг. Монокристаллический гексагональный таллий проявляет анизотропию, χ|| = −0,420·10−9 м3/кг, χ⊥ = −0,164·10−9 м3/кг. У жидкого таллия χ = −0,131·10−9 м3/кг при температуре плавления.
При температуре 2,39 K таллий переходит в сверхпроводящее состояние.
Спектр таллия в видимом диапазоне имеет яркую линию с длиной волны 525,046 нм (зелёный), благодаря которой этот элемент и получил своё название.
Твёрдость по Моосу 1,3, по Бриннелю 20 МПа.

### Химические свойства
С водой, не содержащей растворённого кислорода, не взаимодействует. Медленно реагирует с водой в присутствии кислорода с образованием гидроксида таллия(I):
{\displaystyle {\ce {4Tl + 2H2O + O2 -> 4TlOH}}}.
С кислотами: легко растворяется в азотной кислоте, несколько хуже — в серной. Соляная кислота на таллий действует слабо из-за пассивации плёнкой монохлорида таллия. Плавиковая кислота даёт с металлическим таллием фторид таллия(I).
{\displaystyle {\ce {Tl + 2HNO3 -> TlNO3 + NO2 + H2O}}}.
С кислородом при комнатной температуре с образованием оксида таллия(I) чёрного цвета:
{\displaystyle {\ce {4Tl + O2 -> 2Tl2O}}}
С хлором при прямом взаимодействии образует хлорид таллия(III), реагирует с другими галогенами при комнатной температуре:
{\displaystyle {\ce {2Tl + 3Cl2 -> 2TlCl3}}}
С фосфором при нагревании в запаянной ампуле образует фосфиды состава TlP5 и TlP3:
{\displaystyle {\ce {Tl + 5P -> TlP5}}}
{\displaystyle {\ce {Tl + 3P -> TlP3}}}
С серой при сплавлении образует сульфид таллия(I), также реагирует при сплавлении с другими халькогенами — селеном с образованием Tl2Se и TlSe и теллуром:
{\displaystyle {\ce {2Tl + S -> Tl2S}}}
Взаимодействие с пероксидом водорода:
{\displaystyle {\ce {2Tl + 3H2O2 -> Tl2O3 + 3H2O}}}
С мышьяком сплавляется без образования соединения. С водородом, азотом, углеродом, кремнием, бором, а также с аммиаком и сухим углекислым газом не реагирует.
Не реагирует со щелочами, с этанолом в присутствии растворённого кислорода образует этилат таллия.
В соединениях проявляет степени окисления +1 и +3. Наиболее устойчивы соли Tl(I), которые напоминают соли калия, серебра и свинца. Под действием бромной воды, перманганата калия, бромата калия, дисульфата калия Tl(I) окисляется до Tl(III), соли которого термически малоустойчивы, легко гидролизуются и восстанавливаются. В растворах Tl(III) восстанавливается до Tl(I) под действием диоксида серы, сероводорода, тиосульфата натрия и ряда металлов, включая цинк, железо и медь. Известны соединения, в которых таллий присутствует сразу в двух степенях окисления, например гексахлороталлат(III) таллия(I) Tl3[TlCl6].

## Применение
- Амальгама таллия имеет низкую температуру плавления (tпл = −61 °C; более легкоплавкой является только эвтектика в системе натрий−калий−цезий с tпл = −78 °C) — она находит применение для заполнения низкотемпературных термометров и в качестве теплоносителя.
- Нуклид 201Tl используется в медицине для кардиологических исследований.
- Таллий вводится в качестве активатора в кристаллы иодида натрия, использующегося в качестве сцинтиллятора для регистрации ионизирующих излучений.
- В инфракрасной оптике в качестве материалов линз применяются бромид и иодид таллия(I). Кроме того, в годы Великой Отечественной войны оксисульфид таллия (таллофид) применялся в качестве чувствительного элемента приборов ночного видения[18].
- Иодид таллия(I) добавляют в осветительные металлогалогеновые лампы.
- Раствор Клеричи, состоящий из формиата таллия (HCOOTl) и малоната таллия (CH2(COOTl)2), используется в минералогии для определения свойств минералов.
- Сульфат таллия(I) и карбонат таллия(I) ранее применялись в качестве средства для борьбы с грызунами в труднодоступных местах[5] .
- Трёхвалентный таллий является основным компонентом некоторых относительно сильных окислительных реагентов в органическом синтезе:
  - Трифторацетат таллия(III) или трис(трифторацетат) таллия, TTFA (Tl(Otfac)3);[19]
  - Тринитрат таллия, TTN (Tl(NO3)3);
  - Триацетат таллия, TTA (Tl(CH3COO)3).

## Биологическая роль и физиологическое воздействие
Таллий не играет значительной биологической роли (среди тяжёлых металлов).
Как сам таллий, так и его соединения высокотоксичны и канцерогенны в больших концентрациях (в особенности растворимые в воде — нитрат, ацетат и т. д.). Соединения таллия относят к категории кумулятивных ядов, характеризующихся накоплением патологических симптомов при хроническом отравлении.
В больших дозах соединения таллия поражают периферическую нервную систему, желудочно-кишечный тракт и почки.
Ионы одновалентного таллия Tl+ замещают ионы калия в биохимических процессах из-за сходства их химических свойств. Таллий концентрируется в волосах, костях, почках и мышцах.
Характерный симптом отравления соединениями таллия — частичное выпадение волос, при значительной дозе — тотальная алопеция. При высокой дозе алопеция нехарактерна, так как человек погибает от отравления до наступления потери волос.
ПДК в воде для таллия 0,0001 мг/л, для бромида, иодида, карбоната (в пересчёте на таллий) в воздухе рабочей зоны (ПДКр.з.) составляет 0,01 мг/м3, в атмосферном воздухе 0,004 мг/м3. Класс опасности — I (чрезвычайно опасное химическое вещество).
Смертельная для взрослого человека доза таллия в соединениях составляет 600 мг.
При отравлении таллием или его соединениями в качестве антидота используется берлинская лазурь.
Первая помощь при отравлении таллием — промывание желудка раствором 0,3 % тиосульфата натрия (Na2S2O3) с взболтанным порошком активированного угля.
Криминальные отравления соединениями таллия описаны в ряде остросюжетных произведений детективной литературы и кинофильмов.